# Scotopteryx transmarina
Scotopteryx transmarina är en fjärilsart som beskrevs av Hans Zerny 1934. Scotopteryx transmarina ingår i släktet backmätare, och familjen mätare. Inga underarter finns listade.